# 1944
1944 (MCMXLIV) fue un año bisiesto comenzado en sábado según el calendario gregoriano.

## Efemérides
- 27 de febrero: centenario de la Independencia de la República Dominicana.

## Acontecimientos

### Enero
- 1 de enero: la Unión Soviética adopta su nuevo  himno.
- 2 de enero: en Saida (Nueva Guinea) desembarcan tropas de Estados Unidos.
- 3 de enero: en Torre del Bierzo (León) se produce el mayor accidente ferroviario, en la historia de España.
- 4 de enero: Inicia la Batalla de Montecassino.
- 5 de enero: el periódico londinense Daily Mail se convierte en el primer diario transoceánico.
- 11 de enero: en Arévalo (provincia de Ávila) se produce otro grave accidente ferroviario.
- 15 de enero: en la provincia de San Juan (Argentina), se produce un terremoto de 7,0, que destruye el 90 % de sus edificaciones y deja un saldo de 10 000 muertos.
- 17 de enero: en Buenos Aires, Juan Domingo Perón y Evita se conocen en la gala del Luna Park para colectar fondos para los damnificados por el terremoto de San Juan.
- 24 de enero: comienzo de la batalla de Korsun-Cherkasy tropas del Рrimer y el Segundo Frente Ucraniano, que terminó con el cerco de unos 20.000 soldados alemanes.
- 27 de enero: en la actual San Petersburgo (Rusia), las tropas soviéticas terminan de expulsar a los alemanes. Se levanta por completo el sitio de Leningrado.

### Febrero
- 1 de febrero: en Moscú se modifica la primera Constitución soviética.
- 1 de febrero: en Turquía se registra un terremoto de 7,5 que deja un saldo de casi 4.000 muertos.
- 3 de febrero: en Madrid ―en el marco de la Segunda Guerra Mundial (1939-1945)―, el gobierno de Franco reafirma la neutralidad de España.
- 10 de febrero: en Ankara (Turquía) se interrumpen las negociaciones secretas entre el Reino Unido y Turquía.
- 11 de febrero: en Colombia es liberado el jefe conservador Laureano Gómez, quien había sido encarcelado a principios de año por calumnias coF. Szalasintra el Gobierno.
- 12 de febrero: en Pereira (Colombia) se forma el equipo de fútbol Deportivo Pereira, formado de la unión de Vidriocol y Deportivo Otún.
- 13 de febrero: en Costa Rica, Teodoro Picado Michalski es elegido presidente.
- 15 de febrero: la aviación aliada bombardea el monasterio de Montecassino, donde los alemanes habían instalado su sistema de comunicaciones.
- 15 de febrero: en el océano Pacífico, Estados Unidos vence a los japoneses y recupera el control de las islas Salomón.
- 17 de febrero: en el atolón Enewetak (islas Marshall), en el marco de la campaña del Pacífico (en la Segunda Guerra Mundial), Estados Unidos y Japón comienzan la batalla de Eniwetok (hasta el 23 de febrero).
- 19 de febrero: en el marco de la Segunda Guerra Mundial, Londres recibe los mayores ataques de la Luftwaffe (Wehrmacht) nazi.
- 20 de febrero: en el marco de la Segunda Guerra Mundial, la aviación estadounidense inicia un bombardeo intensivo sobre las fábricas de armamento alemanas en la llamada «operación Semana Grande».

### Marzo
- 3 de marzo: ofensiva soviética en Ucrania durante la Segunda Guerra Mundial.
- 9 de marzo: en Argentina, bajo la dictadura militar conocida como Revolución del 43, Pedro Pablo Ramírez es obligado a renunciar, y en su reemplazo asume Edelmiro Julián Farrell la presidencia de facto de la nación.
- 10 de marzo: en España se administran las dos primeras dosis de penicilina.
- 12 de marzo: las tropas alemanas entraron en Hungría (Operación Margarethe) durante la Segunda Guerra Mundial.
- 13 de marzo: en la Unión Soviética ―en el marco de la Segunda Guerra Mundial― el Ejército Rojo libera a la ciudad de Jersón de la ocupación nazi.
- 18 de marzo: en Italia, la erupción del monte Vesubio mata a 26 personas y provoca que miles huyan de sus casas.
- 20 de marzo: en la Unión Soviética ―en el marco de la Segunda Guerra Mundial― el Ejército Rojo libera a la ciudad de Vínnitsa de la ocupación nazi.
- 22 de marzo: en la Unión Soviética ―en el marco de la Segunda Guerra Mundial― еl ejército soviético libera Chernivtsí, en la frontera de la URSS con Rumania.
- 29 de marzo: en la costa de Panamá, el destructor colombiano ARC Caldas vence en batalla al submarino alemán U-154, uno de los temidos submarinos nazis.

### Abril
- 1 de abril: la ciudad suiza de Schaffhausen es bombardeada «por error».
- 2 de abril: en El Salvador fracasa el golpe de Estado contra el dictador Maximiliano Hernández Martínez (en el poder desde 1931).
- 2 de abril: Moscú advierte a las tropas nacionalistas chinas que no penetren en la Mongolia exterior.
- 2 de abril: en las islas Aleutianas (Alaska) y las islas Hawái un maremoto arrasa las costas y mueren 300 personas.
- 11 de abril: en la Unión Soviética ―en el marco de la Segunda Guerra Mundial― el Ejército Rojo libera a la ciudad de Kerch de la ocupación nazi.
- 21 de abril: las mujeres pueden votar en Francia

### Mayo

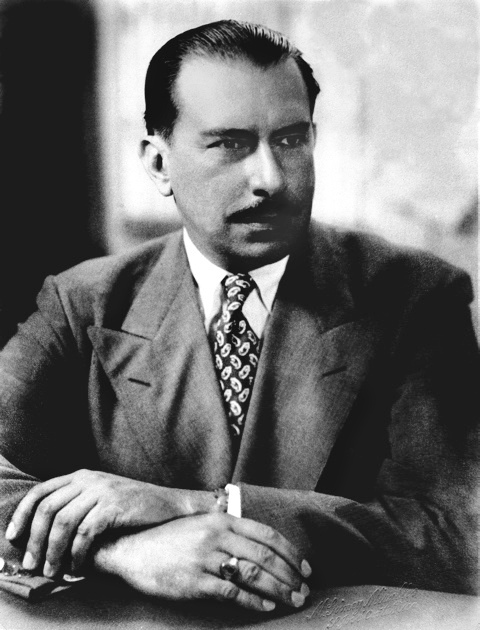
El 8 de mayo, Teodoro Picado Michalski asumió la presidencia de Costa Rica.

- 8 de mayo: en San José de Costa Rica, Teodoro Picado Michalski, de 44 años, asume la presidencia.
- 9 de mayo: en El Salvador, el presidente Maximiliano Hernández Martínez renuncia, presionado por una huelga general.
- 9 de mayo: en la Unión Soviética ―en el marco de la Segunda Guerra Mundial― el Ejército Rojo libera a la ciudad de Sebastopol de la ocupación nazi.
- 19 de mayo: fin de la Batalla de Montecassino.
- 28 de mayo: en Ecuador, una gran revolución popular conocida como «La Gloriosa» lleva al poder a José María Velasco Ibarra.

### Junio

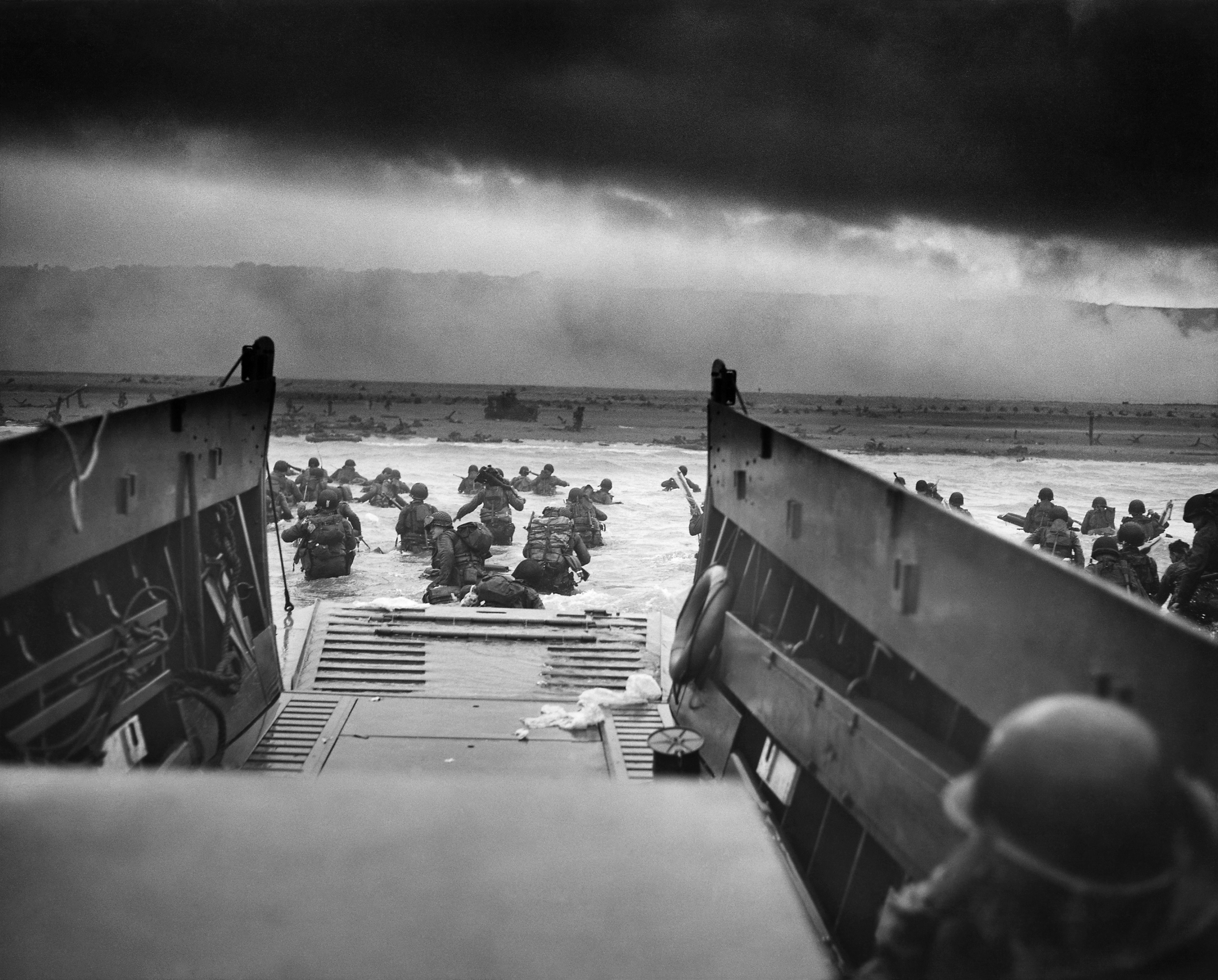
Desembarco de fuerzas aliadas en Normandía el Día D.

- 4 de junio: entrada de los aliados en Roma durante la Segunda Guerra Mundial.
- 6 de junio: en Normandía (Francia) desembarcan las fuerzas aliadas (Día D).
- 8 de junio: en Tulle (aldea de 18.000 habitantes en el centro de Francia), el Movimiento de Resistencia Maquís mata a unos 40 soldados de la Wehrmacht.
- 9 de junio: en la aldea de Tulle (Francia), soldados alemanes ahorcan de los balcones de cada casa a 99 civiles, en represalia por la matanza de soldados alemanes del día anterior. Otros 321 civiles serán enviados a campos de concentración en Alemania, donde 101 perderán la vida.
- 13 de junio: desde Pas-de-Calais (en el norte de Francia) ocupado por Alemania ―en el marco de la Segunda Guerra Mundial (1939‑1945)―, los nazis lanzan el primer ataque terrorista contra civiles con bombas voladoras V-1 sobre Londres (Inglaterra). Solo cuatro de las once bombas alcanzan sus objetivos. En total hasta el 29 de marzo de 1945, Alemania lanzará 8025 V1, que matarán a 22 892 hombres, mujeres y niños civiles en Inglaterra.
- 13 de junio: en el sur de Suecia se estrella un cohete A4 sin explosivos durante un vuelo de prueba lanzado por el equipo científico de Wernher von Braun desde la base aérea de Peenemünde (base aérea nazi ubicada en la costa del mar Báltico, a 236 km al norte de Berlín).
- 13 de junio: cerca de Carentán (Francia) ―en el marco de la Segunda Guerra Mundial (1939‑1945)―, elementos de combate alemanes, reforzados por la 17.ª División SS de Granaderos Panzer, lanzan un contraataque en la batalla de Carentán contra las fuerzas estadounidenses.
- 13 de junio: a 38 km al sur de la costa del canal de la Mancha, y a 274 km al oeste de París (Francia) ―en el marco de la Segunda Guerra Mundial (1939‑1945)― en la batalla de Villers-Bocage, el as de tanques alemán Michael Wittmann (30), montado en un tanque nazi Tiger I, tiende una emboscada a elementos de la 7.ª División Blindada británica, destruyendo hasta 14 tanques, 15 vehículos de transporte de personal y 2 cañones antitanque. Wittmann volará a Alemania el 25 de junio para recibir una condecoración de manos de Adolf Hitler. Regresará a Francia y morirá el 8 de agosto en una escaramuza alrededor de Falaise.
- 13 de junio: 118 km al noreste de Roma (Italia) ―en el marco de la Segunda Guerra Mundial (1939‑1945)― los aliados liberan a la ciudad de L’Áqüila de las tropas fascistas.
- 13 de junio: en Washington D. C., el presidente de la Asociación Médica Estadounidense, Herman L. Kretschmer, condena el uso generalizado de vitaminas por considerarlo caro e inútil.
- 14 de junio: en las afueras de Londres, un avión F/L JG Musgrave (del 605.º escuadrón de la RAF) es el primero en lograr interceptar una bomba V1 alemana.
- 14 de junio: en Francia ―en el marco de la Segunda Guerra Mundial (1939-1945)―, después de varios intentos fallidos, el ejército británico abandona la Operación Perch, su plan para capturar la ciudad de Caen, ocupada por los alemanes.
- 16 de junio: en Estados Unidos, el niño afroestadounidense George Stinney, de 14 años, es ejecutado en la silla eléctrica, condenado (en un juicio amañado) de asesinar a dos niñas. Años más tarde será declarado inocente.
- 17 de junio: Islandia se independiza de Dinamarca y se constituye en república independiente.
- 19 de junio: en Estados Unidos, la desconocida actriz Norma Jean Baker ―conocida más tarde como Marilyn Monroe― se casa por primera vez.
- 20 de junio: en Argentina se inaugura la 5.ª línea del subterráneo porteño la Línea E (Subte de Buenos Aires).
- 23 de junio: en Bielorrusia (Unión Soviética) comienza la ofensiva soviética contra los alemanes (Operación Bagration).
- 28 de junio: en la Unión Soviética ―en el marco de la Segunda Guerra Mundial― el Ejército Rojo libera a la ciudad de Petrozavodsk, que estaba ocupada por tropas nazis finlandesas.
- 28 de junio: en el campo de concentración de Auschwitz, los alemanes mataron en un día a un número récord de personas en toda la historia del campo: 24 000 personas, en su mayoría judíos húngaros.

### Julio
- 3 de julio: en la Unión Soviética ―en el marco de la Segunda Guerra Mundial― el Ejército Rojo libera a la ciudad de Minsk (la capital y ciudad más grande de Bielorrusia) de la ocupación nazi.
- 13 de julio: en la Unión Soviética ―en el marco de la Segunda Guerra Mundial― el Ejército Rojo libera a la ciudad de Vilna (es la capital y ciudad más poblada de Lituania) de la ocupación nazi.
- 20 de julio: Claus von Stauffenberg junto con otros militares alemanes fracasa en su atentado contra Adolf Hitler.
- 21 de julio: comienza la batalla de Guam.
- 22 de julio: en la Conferencia Monetaria y Financiera de las Naciones Unidas realizada en el complejo hotelero de Bretton Woods (Nueva Hampshire) y mediante los Acuerdos de Bretton Woods, se crea el Banco Mundial, el Fondo Monetario Internacional y se establece el uso del dólar como moneda internacional.
- 13 de julio: en la Unión Soviética ―en el marco de la Segunda Guerra Mundial― el Ejército Rojo libera a la ciudad de Pskov de la ocupación nazi.
- 24 de julio: se inicia el plan de la Operación Cobra en Normandía, con el propósito de abrir la ruta de Bretaña y atravesar las líneas defensivas alemanas de la 130° División de Instrucción Panzer.
- 25 de julio: se lanza la Operación Cobra contra las tropas alemanas en el sector de Saint-Lô, Francia.
- 27 de julio: en la Unión Soviética ―en el marco de la Segunda Guerra Mundial― el Ejército Rojo libera las ciudades de Leópolis, Stanislav y Białystok de la ocupación nazi.
- 28 de julio: en la Unión Soviética ―en el marco de la Segunda Guerra Mundial― el Ejército Rojo libera a la ciudad de Brest de la ocupación nazi.

### Agosto
- 1 de agosto: la ciudad de Varsovia se subleva contra las tropas de ocupación alemanas (Alzamiento de Varsovia).
- 1 de agosto: el presidente finlandés Risto Ryti dimitió. El mariscal Carl Gustaf Mannerheim asumió el cargo.
- 4 de agosto: Ana Frank es descubierta junto con otras siete personas en su escondite en las oficinas de su padre. Son arrestados por la Gestapo, y llevados a diferentes campos de concentración.
- 12 de agosto: en la ciudad argentina de Punta Alta (provincia de Buenos Aires) se crea el club dedicado al baloncesto, Club Atlético Carlos Pellegrini.
- 12 de agosto: en el mar de Kara, el barco de vapor soviético de carga y pasajeros Marina Raskova fue hundido por un submarino alemán, 618 personas murieron.
- 18 de agosto: la ciudad de París se subleva contra las tropas de ocupación alemanas.
- 18 de agosto: en la villa de Forlì, 227 km al sur de Venecia, soldados fascistas cuelgan los cadáveres de los partisanos Silvio Corbari (21), Iris Versari (21), Arturo Spazzoli (21) y Adriano Casadei (22) ―miembros del batallón Corbari que cometía actos terroristas contra los nazis― de las farolas de la plaza Aurelio Saffi.
- 23 de agosto: levantamiento armado antifascista en Rumania y derrocamiento del gobierno de Ion Antonescu.
- 23 de agosto: en Warnsveld (Países Bajos) se registra la temperatura más alta en la Historia de ese país: 38,6 °C (102 °F).
- 24 de agosto: en la Unión Soviética ―en el marco de la Segunda Guerra Mundial― el Ejército Rojo libera a la ciudad de Chisináu (es la capital y ciudad más poblada de Moldavia) de la ocupación nazi y rumana.
- 25 de agosto: liberación de París, los primeros soldados de la 2.ª División Blindada (División Leclerc) son españoles republicanos adscritos al Regiment de Marche du Tchad del ejército francés, encuadrados en la 9.ª Compañía conocida como La Nueve.

### Septiembre
- 1 de septiembre: la aviación aliada hundió un carguero japonés (Sekino Maru) en el mar de Célebes.
- 2 de septiembre: un submarino estadounidense hundió un carguero japonés (Miyakawa Maru) en el mar del Japón. Un submarino británico hundió otro (Toso Maru) en el océano Índico.
- 3 de septiembre: Finlandia y la Unión Soviética acordaron un alto el fuego a partir de las 8:00 del día siguiente. Mientras tanto Alemania Nazi lanzaba una operación para retener bajo su control las minas de níquel en la Laponia finlandesa.
- 4 de septiembre: entró en vigor el alto el fuego acordado entre Finlandia y la Unión Soviética.
- 5 de septiembre: submarinos estadounidenses hundieron dos cargueros japoneses (Shingetsu Maru y Shonan Maru) en el Pacífico. Un submarino británico hundió otro (Shiretoko Maru) cerca de Batavia.
- 5 de septiembre: un terremoto de 5,8 sacude la localidad neoyorquina de Massena causando 2 millones de dólares en daños.
- 6 de septiembre: cuatro grupos de portaaviones estadounidenses iniciaron una serie de ataques aéreos contra las islas Palaos, cerca de las Filipinas.
- 7 de septiembre: Hungría declaró la guerra a Rumanía y sus tropas atravesaron la frontera en Transilvania.
- 8 de septiembre: en la isla de Córcega comenzó un levantamiento antifascista.
- 8 de septiembre: el Ejército Rojo entró en Bulgaria desde Rumanía sin oposición alguna por parte del gobierno. Para entonces los partisanos controlaban ya unas 170 localidades.
- 9 de septiembre: Revolución búlgara. La guerrilla antifascista del Frente de la Patria derroca al gobierno y une Bulgaria a los Aliados.
- 10 de septiembre: Los alemanes hundieron dos de sus submarinos en el mar Negro para evitar que fueran capturados por los soviéticos.
- 11 de septiembre: los soviéticos lograron tomar la ciudad de Krosno, en Polonia
- 12 de septiembre: submarinos estadounidenses atacaron un convoy japonés cerca de Hong Kong y hundieron cuatro transportes (Kachidoki Maru, Rakuyo Maru, Nankai Maru y Zuiho Maru).
- 13 de septiembre: unidades de Francia Libre comienzan a desembarcar en la isla de Córcega.
- 13 de septiembre: un barco japonés bombardeó los botes salvavidas de unos 350 supervivientes del naufragio de Rakuyo Maru, mientras remaban hacia tierra firme.
- 21 de septiembre: en la Unión Soviética ―en el marco de la Segunda Guerra Mundial― el Ejército Rojo libera a la ciudad de Tallin (es la capital y ciudad más poblada de Estonia) de la ocupación nazi.
- 23 al 27 de septiembre: ocurre la gran inundación de Tuxtepec, en el estado mexicano de Oaxaca.
- 27 de septiembre: la 2.ª Flota Aérea bajo el mando del general Wolfram Freiherr von Richthofen es disuelta, conformando así a la 10.ª Flota Aérea.
- 28 de septiembre: muerte del joven judío Petr Ginz, creador de la revista Vedem, en el campo de concentración de Auschwitz.

### Octubre
- 2 de octubre: fin del Alzamiento de Varsovia: el comandante de Armia Krajowa, Tadeusz Bór-Komorowski, firmó el acta de rendición.
- 5 de octubre: se estrena en el Palacio de la Prensa de Madrid la película El clavo, dirigida por Rafael Gil y protagonizada por Amparito Rivelles y Rafael Durán.
- 6 de octubre: en la provincia turca de Balikesir se registra un terremoto de 6,7 que deja 73 muertos y más de 200 heridos.
- 7 de octubre: en el campo de concentración de Auschwitz (en la Polonia ocupada por los nazis), 250 prisioneras judías organizan un levantamiento. Son capturadas y ejecutadas.
- 12 de octubre: las tropas alemanas abandonaron Atenas, las tropas británicas comenzaron a entrar en Grecia.
- 15 de octubre: en la Unión Soviética ―en el marco de la Segunda Guerra Mundial― el Ejército Rojo libera a la ciudad de Riga (es la capital y ciudad más poblada de Letonia) de la ocupación nazi.
- 15–16 de octubre: en Hungría, con el apoyo de las tropas alemanas, se produjo un golpe de Estado, el gobierno fascista de Ferenc Szálasi llegó al poder y dio a las tropas la orden de continuar la lucha contra el ejército soviético.
- 18 de octubre: la ciudad de La Habana (Cuba) es azotada por un violento huracán durante 14 horas, con vientos superiores a los 200 km/h (una racha midió 262 km/h). Deja 300 muertos. Se considera la tormenta del siglo, a pesar de que Estados Unidos le da ese nombre al huracán de 1993.[1]
- 20 de octubre: en Guatemala, la movilización popular derroca la dictadura del corrupto Federico Ponce Vaides. Asume el poder una Junta Revolucionaria de Gobierno formada por el capitán Jacobo Árbenz, el mayor Francisco Javier Arana y el ciudadano Jorge Toriello. Inicia un período revolucionario que durará 10 años y será derrocado por Estados Unidos.
- 20 de octubre: en Yugoslavia, las tropas soviéticas y partisanos yugoslavos liberan la capital, Belgrado.
- 21 de octubre: en El Salvador, el coronel Osmín Aguirre y Salinas realiza un golpe de Estado y depone al general Andrés Ignacio Menéndez.
- 28 de octubre: en La Coruña, España, se inaugura el Estadio Municipal de Riazor.
- 29 de octubre: en Jaén, España, se inaugura el antiguo Estadio de La Victoria.

### Noviembre
- 7 de noviembre: Elecciones presidenciales de Estados Unidos de 1944. El presidente demócrata Franklin D. Roosevelt es reelegido para un cuarto mandato tras vencer al republicano Thomas E. Dewey con una ventaja de 332 votos electorales para Roosevelt y 199 para Dewey.
- 11 de noviembre: en la Alemania nazi se crea el Grupo de Ejércitos H.
- 17 de noviembre: los partisanos albaneses entraron en la capital del país, Tirana.
- 24 de noviembre: en el campo de concentración de Birkenau (Polonia), las SS destruyen las cámaras de gas en un intento por esconder las actividades del campo a las tropas soviéticas.
- 24 de noviembre: dimite Stanislav Mikolajczyk, primer ministro polaco en el exilio, ante la presión de los aliados occidentales para que se reconozca la línea Curzón como frontera polaca.
- 24 de noviembre: en Italia ―en el marco de la Segunda Guerra Mundial― comienza la Batalla de Monte Castello, entre la fuerza expedicionaria brasileña y las tropas alemanas nazis.
- 24 de noviembre: de las islas Marianas parte la primera incursión de aviones B-29 estadounidenses, que bombardearán a la población civil en Tokio.

### Diciembre
- 1 de diciembre: en la Ciudad de México se inicia la construcción de la Monumental Plaza de toros México.
- 7 de diciembre: en Japón se registra un fuerte terremoto de 8,1 y un tsunami que dejan un saldo de 1200 muertos y 2100 heridos.
- 16 de diciembre: el comienzo de la ofensiva alemana en las Ardenas (Batalla de las Ardenas).
- 22 de diciembre: en Vietnam, Vo Nguyen Giap crea el Ejército Popular Vietnamita.
- 22 de diciembre: el general francés Charles de Gaulle entra en París.
- 29 de diciembre: en el marco de la Segunda Guerra Mundial el Senado de la República Mexicana autoriza al presidente de la República el envío de tropas a ultramar, decidiendo el Gobierno de México que sus fuerzas participen en la liberación de las Filipinas, debido a los lazos históricos y culturales existentes entre ambas naciones.

## Nacimientos

### Enero
- 1 de enero:
  - Omar Hasan Ahmad al-Bashir, militar y político sudanés.
  - Abdul Hamid, militar y político bangladesí.
  - Eloy de la Iglesia, cineasta español (f. 2006).
- 2 de enero: Jorge Cao, actor colombo-cubano.
- 3 de enero: Raewyn Connell, socióloga australiana.
- 4 de enero: Xabier Albistur, político español.
- 5 de enero: Brian Tracy, orador motivacional estadounidense.
- 6 de enero: Rolf M. Zinkernagel, inmunopatólogo suizo, premio nobel de medicina en 1996.
- 8 de enero: Martha Zavaleta, actriz y productora mexicana.
- 9 de enero:
  - Hugo Moyano, dirigente gremial argentino.
  - Jimmy Page, guitarrista británico.
- 10 de enero: Frank Sinatra Jr., «Cantante, actor, director y compositor». (f. 2016).
- 11 de enero: York Höller, compositor alemán.
- 12 de enero: Carlos Villagrán (Quico), actor cómico mexicano.
- 15 de enero:
  - Syed Hamid Albar, político malayo.
  - Carlos Barbosa Romero, actor colombiano.

- 17 de enero:
  - Concha Cuetos, actriz española.

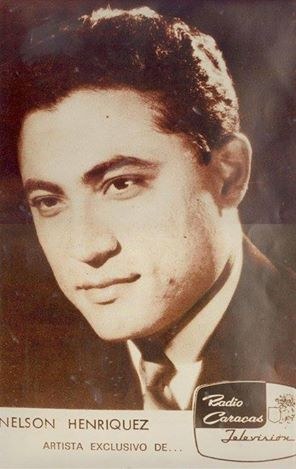
Nelson Henríquez

  - Françoise Hardy, cantautora y actriz francesa.
  - Beatriz Lockhart, pianista y compositora uruguaya (f. 2015).
- 19 de enero: Thom Mayne, arquitecto estadounidense.
- 20 de enero: José Luis Garci, cineasta español.
- 22 de enero: Angela Winkler, actriz alemana.
- 23 de enero:
  - Rutger Hauer, actor neerlandés de cine (f. 2019).
  - Serguéi Belov, soviético jugador y entrenador de baloncesto.
- 25 de enero: Tōru Emori, seiyū y actor japonés.
- 27 de enero: Nelson Henríquez, cantante venezolano (f. 2014).
- 29 de enero: Susana Giménez, actriz y conductora de televisión argentina.

### Febrero
- 1 de febrero:
  - Beba Granados, actriz y vedette argentina.
  - Liliana Grinfeld, médica cardiocirujana argentina.
  - Dick Snyder, baloncestista estadounidense.
- 4 de febrero: Mario Mitrotti (80), director de cine, teatro y televisión, cazatalentos y productor panameño nacionalizado colombiano; esclerosis lateral amiotrófica (n. 1944).[2]
- 5 de febrero: Yousuke Akimoto, seiyu japonesa.

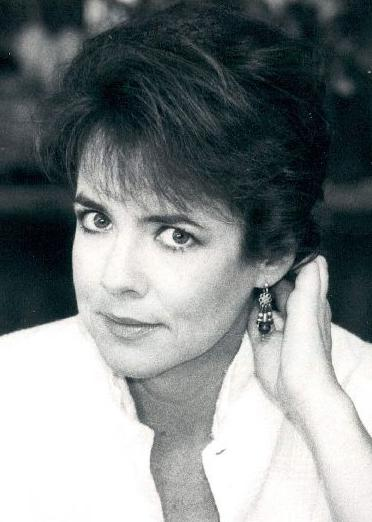
Stockard Channing

- 13 de febrero: Stockard Channing, actriz estadounidense.
- 14 de febrero: Ignacio Bayón, político español
- 15 de febrero:
  - Mick Avory, músico británico, de la banda The Kinks.
  - Florinda Donner (Regina Thal), antropóloga y gurú venezolana, discípula de Carlos Castañeda (¿f. 1998?).
- 21 de febrero: Zulma Faiad, actriz argentina.
- 22 de febrero:
  - Jonathan Demme, cineasta estadounidense.
  - Gerald Martin, biógrafo y crítico literario británico de ficción latinoamericana.
  - Tom Okker, tenista neerlandés.
- 28 de febrero: Julio Escoto, escritor, cuentista, crítico literario y ensayista hondureño.

### Marzo
- 2 de marzo: Alejandro Aura, escritor, ensayista, poeta y dramaturgo mexicano (f. 2008).
- 6 de marzo: Luis González de Alba, escritor, ensayista y político mexicano (f. 2016).
- 7 de marzo: Townes Van Zandt, cantautor estadounidense (f. 1997).
- 9 de marzo: Jimmy Salcedo, actor, cantante, presentador y animador de televisión colombiano (f. 1992).
- 10 de marzo: Alberto López Oliva, futbolista y entrenador guatemalteco.
- 23 de marzo: Michael Nyman, pianista, musicólogo y compositor británico.
- 24 de marzo:
  - R. Lee Ermey, sargento retirado y actor estadounidense (f. 2018).
  - Alonso Puerta, político español.
  - Vojislav Koštunica, primer ministro serbio.
- 26 de marzo: Diana Ross, cantante y actriz estadounidense.
- 27 de marzo:
  - Enrique Barón Crespo, político español.
  - Miguel Enríquez, médico y revolucionario chileno.

### Abril
- 4 de abril: Craig T. Nelson, actor estadounidense.
- 5 de abril: Andreas Faber-Kaiser, ufólogo y escritor español.
- 7 de abril: Gerhard Schröder, un político alemán, canciller de Alemania en 1998–2005.
- 8 de abril:
  - Christoph Hein, escritor y dramaturgo alemán.
  - Odd Nerdrum, pintor noruego.
  - Joey D. Vieira, actor estadounidense de cine y televisión.
  - Julissa, actriz mexicana.

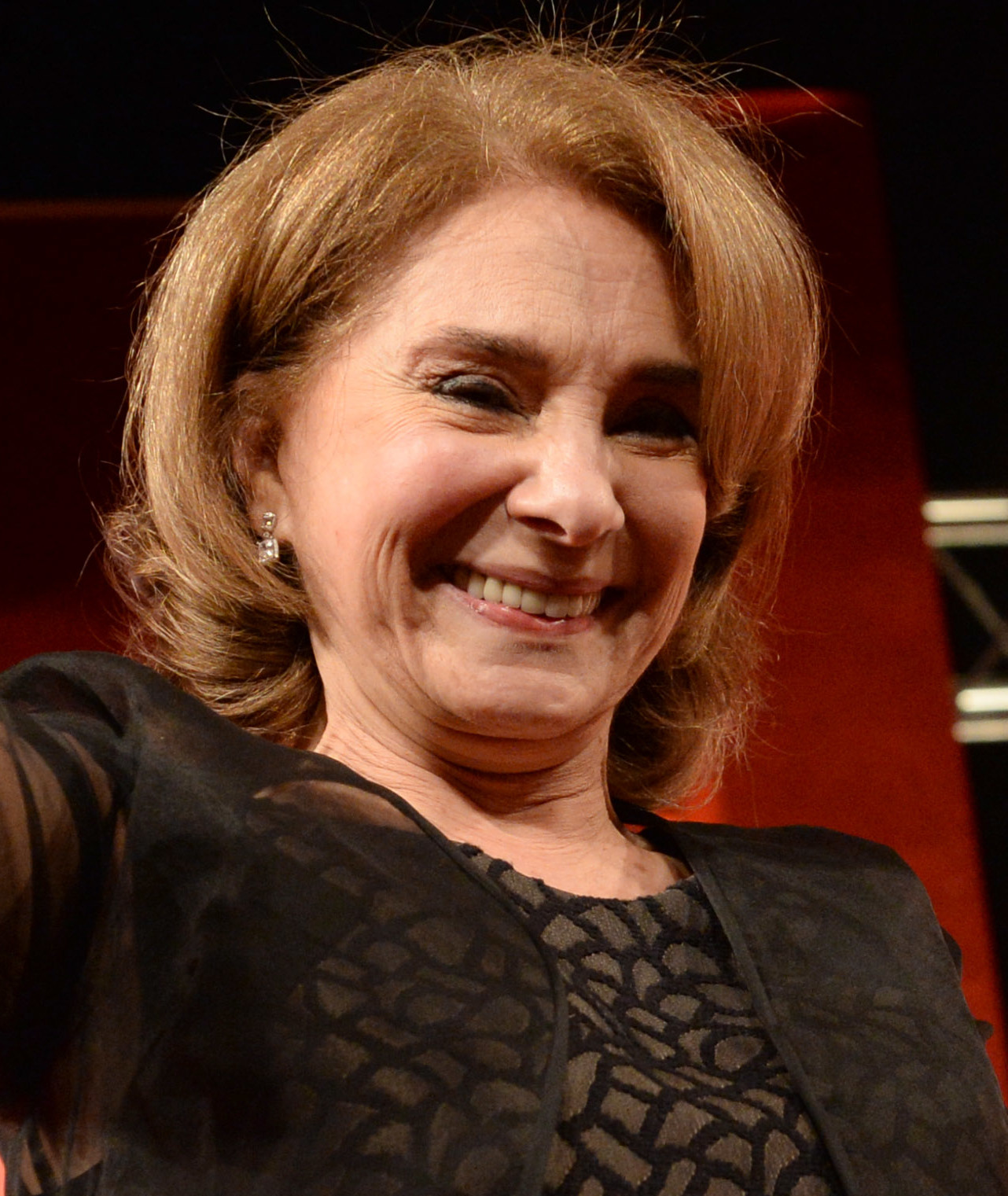
Selva Alemán

- 12 de abril: Héctor Chumpitaz, futbolista peruano.
- 13 de abril:
  - Alfredo Peña, político y periodista venezolano.
  - Joana Brito, actriz mexicana.
- 17 de abril: Alfredo Gutiérrez, cantante, compositor y acordeonero colombiano.
- 30 de abril:
  - Selva Alemán, actriz argentina.
  - Félix de Azúa, poeta y novelista español.
  - Jill Clayburgh, actriz estadounidense (f. 2010).

### Mayo
- 2 de mayo: Gloria Lizárraga de Capriles, política venezolana (f. 2021)
- 4 de mayo:
  - Monica Bleibtreu, actriz, guionista y profesora austriaca (f. 2009).
  - Russi Taylor, actriz de voz estadounidense (f. 2019).
- 7 de mayo: Paul Desfarges, obispo argentino.
- 8 de mayo:
  - Gary Glitter, cantante y compositor británico.
  - Bill Legend, baterista británico, de la banda T. Rex.

- 14 de mayo:

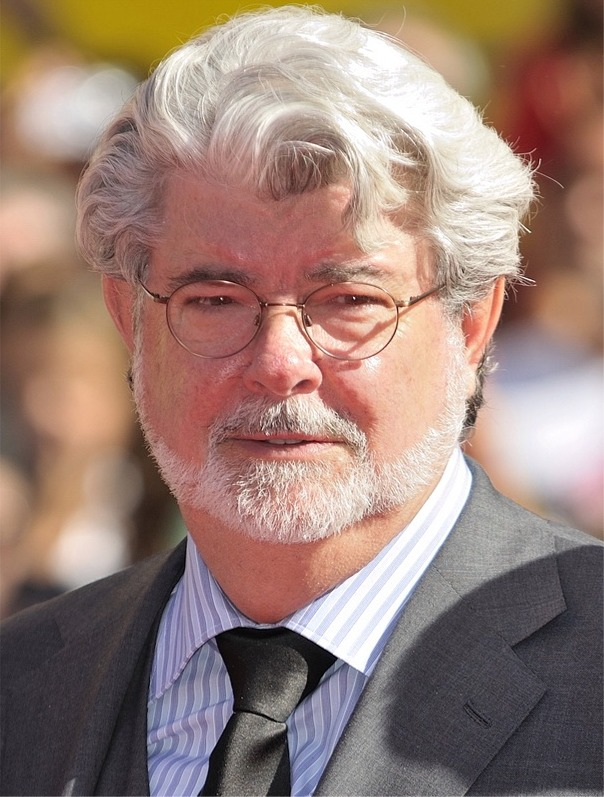
George Lucas

  - Tamara Dobson, actriz y modelo estadounidense (f. 2006).
  - George Lucas, cineasta estadounidense.
- 16 de mayo: Billy Cobham, baterista, músico y compositor estadounidense de origen panameño.
- 18 de mayo:
  - W. G. Sebald, escritor alemán (f. 2001).
  - Albert Hammond, cantautor y músico británico.
- 19 de mayo: Renée Ferrer de Arréllaga, poetisa, novelista, autora de cuentos infantiles y dramaturga paraguaya.
- 20 de mayo: Joe Cocker, cantante británico (f. 2014).
- 21 de mayo: Mary Robinson, jurista y política irlandesa.
- 23 de mayo: Lena Nyman, actriz sueca (f. 2011).
- 24 de mayo: Patti Labelle, cantante estadounidense.
- 28 de mayo: Fernando Hernández Ramírez, futbolista costarricense (f. 1997).

### Junio
- 5 de junio: Josep Maria Berenguer, editor de cómics (f. 2012).
- 5 de junio: Wanderléa (Wanderléa Charlup BOERE SALIM), cantante, compositora, presentadora de televisión y actriz brasileña.
- 6 de junio: Josep Maria Bachs, presentador de radio y televisión español (f. 2014).
- 9 de junio: Mochín Marafioti, productor y conductor argentino (f. 1997).
- 10 de junio: Yona Wallach, poetisa israelí (f. 1985).
- 13 de junio: Ban Ki-moon, secretario general de las Naciones Unidas en 2007–2016.
- 15 de junio: Pastor López, cantautor y productor colombo-venezolano (f. 2019).

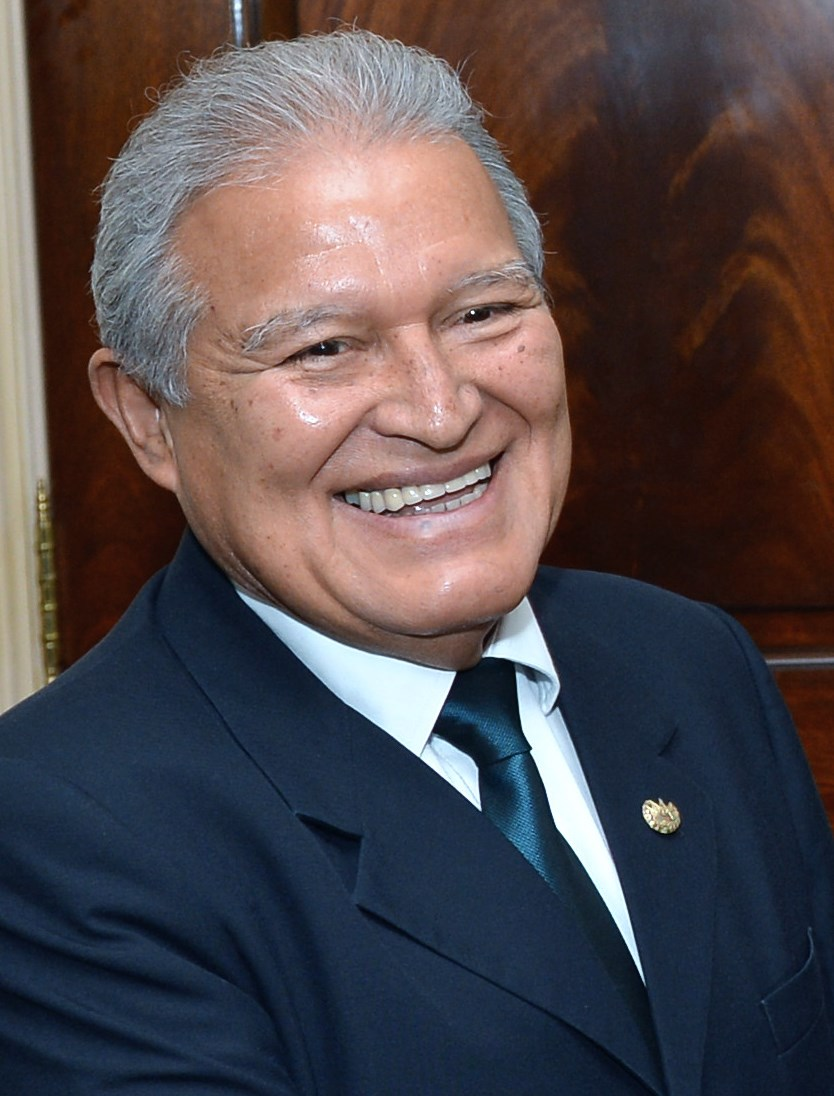
Salvador Sánchez Cerén

- 18 de junio: Salvador Sánchez Cerén, político y revolucionario salvadoreño, presidente de su país.
- 24 de junio: Jeff Beck, músico británico.
- 12 de julio: Federico Hernández Denton, jurista puertorriqueño.

### Julio
- 1 de julio: Abel Moreno Gómez, Compositor Español creador de la marcha procesional <<La Madrugá>>.
- 11 de julio: Paolo Flores d'Arcais, filósofo italiano.
- 13 de julio:
  - Ernö Rubik, arquitecto, diseñador e inventor húngaro.
  - Raúl Moneta, exbanquero y empresario argentino (f. 2019).
- 21 de julio: Tony Scott, director y productor británico (f. 2012).
- 23 de julio: Angelina Peláez, actriz mexicana.

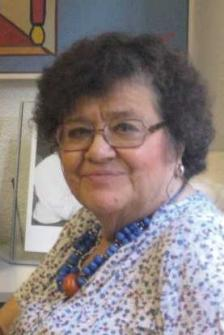
Cristina Almeida

- 24 de julio: Cristina Almeida, abogada y política española.
- 27 de julio: Franco Mescolini, actor italiano (f. 2017).
- 31 de julio:
  - Geraldine Chaplin, actriz estadounidense.
  - Robert C. Merton, economista estadounidense, premio en Ciencias Económicas en memoria de Alfred Nobel en 1997.

### Agosto

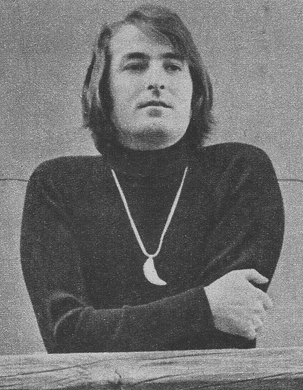
Nino Bravo

- 3 de agosto: Nino Bravo, cantante español (f. 1973).
- 4 de agosto: Richard Belzer, actor estadounidense (f. 2023).
- 7 de agosto: John Glover, actor estadounidense.
- 8 de agosto: Mugihito, seiyū japonés.
- 9 de agosto: Sam Elliott, actor estadounidense.
- 9 de agosto: Patrick Depailler, piloto de automovilismo francés (f. 1980).
- 13 de agosto: Manuel Ruiz de Lopera, empresario español.
- 13 de agosto: Divina Galica, deportista y piloto de automovilismo británica.
- 15 de agosto: Reiko Suzuki, actriz de voz japonesa.
- 16 de agosto: Soledad Becerril, política española.
- 18 de agosto: Alberto Martín, actor argentino.
- 18 de agosto: Helena Rojo, actriz mexicana.
- 20 de agosto: José Wilker, actor brasileño (f. 2014).
- 21 de agosto: Peter Weir, cineasta australiano.
- 22 de agosto: Peter Hofmann, tenor alemán (f. 2010).
- 24 de agosto: Christine Chubbuck, periodista estadounidense (f. 1974 por suicidio en vivo en televisión).
- 24 de agosto: Rocky Johnson, luchador profesional estadounidense (f. 2020).
- 26 de agosto: John Getreu, asesino serial estadounidense (f. 2023), condenado a cadena perpetua por el asesinato de tres muchachas entre 1969 y 1974; muerto en prisión.
- 26 de agosto: Ricardo de Gloucester, aristócrata británico.

### Septiembre
- 5 de septiembre: Dario Bellezza, poeta, escritor y autor teatral italiano (f. 1996).
- 7 de septiembre: Bora Milutinović, exfutbolista y entrenador serbio.
- 11 de septiembre: Javier Pérez Royo, jurista español.
- 12 de septiembre: Barry White, artista estadounidense (f. 2003).
- 13 de septiembre:
  - Jacqueline Bisset, actriz británica.
  - Silvia Bleichmar, psicoanalista y escritora argentina (f. 2007).
  - Peter Cetera, cantante estadounidense.
- 17 de septiembre: Reinhold Messner, alpinista italiano.

- 25 de septiembre:

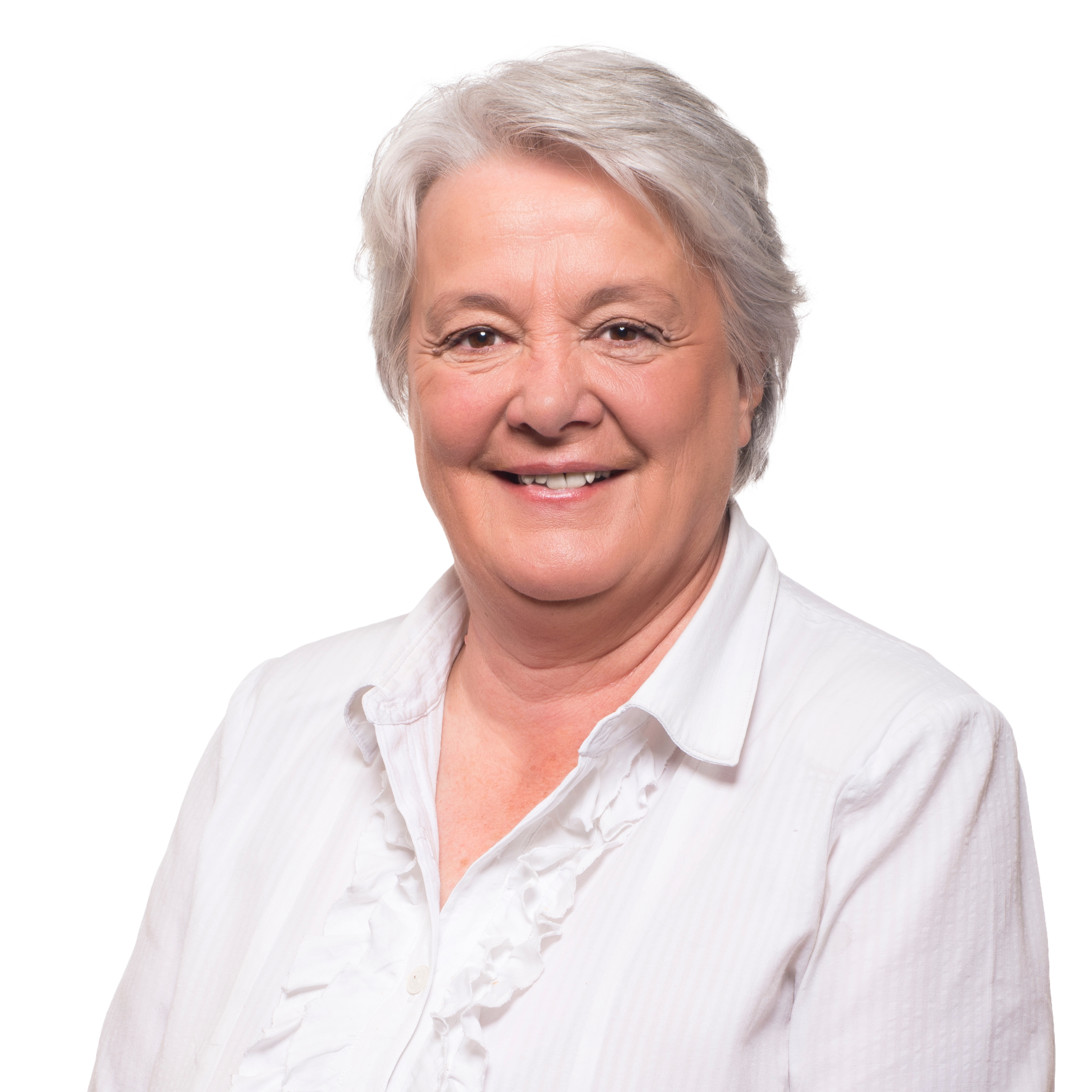
Lucía Topolansky

  - Michael Douglas, actor y productor estadounidense.
  - Lucía Topolansky, política y exguerrillera uruguaya, esposa del presidente Pepe Mujica.
- 27 de septiembre:
  - Angélica María, actriz mexicana.
  - José Rizo Castellón, político nicaragüense (f. 2019).
- 30 de septiembre:
  - Sascha Alexander, director y productor alemán de cine pornográfico.
  - János Rolla, director de orquesta y violinista húngaro.

### Octubre
- 4 de octubre: Rocío Dúrcal, actriz y cantante española (f. 2006).
- 5 de octubre: María Azambuya, actriz y directora de teatro uruguaya (f. 2011).

- 11 de octubre:

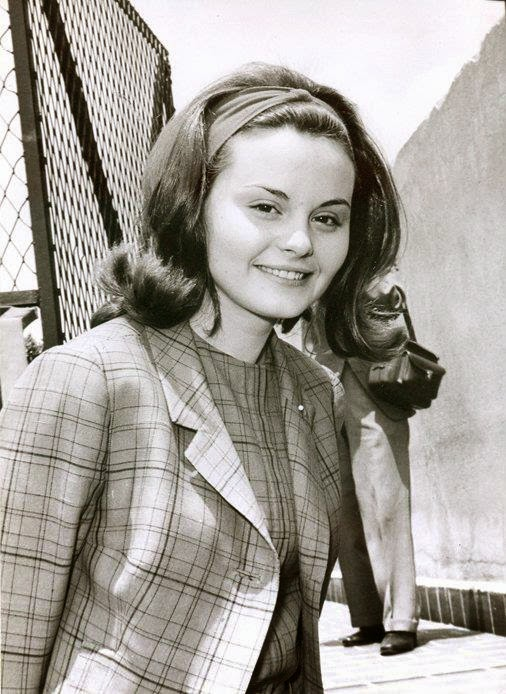
Rocío Dúrcal

  - Empar Pineda, activista feminista española y por los derechos LGTBI.
  - Javier Sáenz de Cosculluela, político español.
- 15 de octubre: David Trimble, político británico.
- 20 de octubre: Leopoldo López Gil, empresario y político venezolano.
- 21 de octubre: Delfi Galbiati, actor de teatro uruguayo (f. 2015).
- 25 de octubre: Ren Zhengfei, empresario chino, fundador y presidente de Huawei.
- 29 de octubre: Robbie Van Leeuwen, guitarrista del grupo Shocking Blue.

### Noviembre
- 1 de noviembre:
  - The Brain (Bobby Heenan), mánager de lucha libre profesional.
  - Rafik Hariri, político libanés.
  - Sergio Markarián, entrenador uruguayo de fútbol.
- 3 de noviembre: Salvador Moncada, científico hondureño y naturalizado británico.
- 5 de noviembre: Brian Tracy, orador motivacional, escritor de ventas y desarrollo personal.
- 7 de noviembre: Luigi Riva, futbolista italiano.
- 10 de noviembre: Tim Rice, escritor británico.
- 11 de noviembre: Vicky, cantante y compositora colombiana (f. 2017).
- 17 de noviembre:
  - Danny DeVito, actor estadounidense.
  - Arturo Puig, actor argentino.
- 19 de noviembre: Agní Báltsa, mezzosoprano griega.
- 21 de noviembre: Harold Ramis, actor, director y escritor estadounidense (f. 2014).
- 24 de noviembre: Víctor Manuel Mora, atleta colombiano.
- 26 de noviembre: Roberto Fontanarrosa, escritor y humorista gráfico argentino (f. 2007).

### Diciembre
- 1 de diciembre:
  - Tahar Ben Jelloun, escritor, en lengua francesa, marroquí.
  - John Densmore, baterista estadounidense, de la banda The Doors.
- 3 de diciembre: Salvador Moncada, científico hondureño y naturalizado británico.
- 4 de diciembre:
  - José Luis Torregrosa, cantante, músico y compositor español (f. 2007).
- * Dennis Wilson, músico estadounidense, de la banda The Beach Boys (f. 1983).
- 5 de diciembre: Roy Sáenz, futbolista y entrenador costarricense.

- 12 de diciembre:
  - Adolfo Polack, músico peruano.
  - Diana Bracho, actriz mexicana.

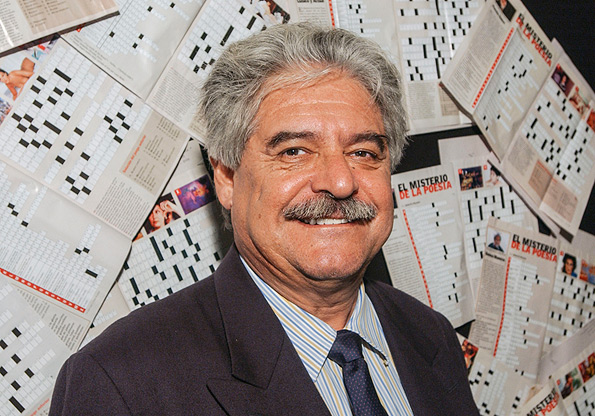
Adolfo Polack

- 16 de diciembre: Efraín Aguilar, actor, director y escritor peruano.
- 19 de diciembre: María Martha Serra Lima, cantante y actriz argentina.
- 25 de diciembre: Jairzinho, exfutbolista brasileño.
- 28 de diciembre:
  - Kary Banks Mullis, bioquímico estadounidense, premio nobel de química en 1993.
  - Edgar Vivar, actor mexicano.

### Fechas desconocidas
- Carlos Castro, escritor salvadoreño.
- Maynard Kong, matemático, informático y catedrático peruano (f. 2013).
- Sebastián Vilar, actor argentino de origen uruguayo (f. 2013).
- Teresa de Pedro, física española, experta en robótica y precursora de los programas de inteligencia artificial.
- Bernardo Romero Pereiro, actor, director y guionista de televisión colombiano (f. 2005).

## Fallecimientos

### Enero
- 9 de enero: Johanna Beyer, compositora y pianista alemana nacionalizada estadounidense (n. 1888).
- 11 de enero: Galeazzo Ciano, diplomático italiano (n. 1903).
- 20 de enero: Fermín Zanón Cervera, naturalista español (n. 1875).
- 23 de enero: Sarah Aaronsohn, activista y espía israelí (n. 1890).
- 23 de enero: Edvard Munch, pintor noruego (n. 1863).

### Febrero
- 1 de febrero: Piet Mondrian, pintor neerlandés (n. 1872).
- 6 de febrero: Luigi Trinchero, escultor italiano (n. 1862).

### Marzo
- 5 de marzo: Max Jacob, escritor y pintor francés (n. 1876).
- 31 de marzo: Mischa Hillesum, precoz pianista judío neerlandés, hermano de la escritora Etty Hillesum (1914-1943); gaseados en Auschwitz (n. 1920).

### Abril
- 15 de abril:
  - Nikolái Vatutin, general de Ejército soviético (n. 1901).
  - Motobu Chōki, karateka japonés (n. 1870).
- 8 de abril: María Bard, actriz alemana, suicidio debido al nazismo (n. 1900).

### Mayo
- 21 de mayo: René Daumal, escritor francés (n. 1908).

### Junio
- 5 de junio: Ricardo Zandonai, compositor italiano (n. 1883).
- 5 de junio: Józef Beck, político polaco (n. 1894).
- 16 de junio: George Stinney, persona más joven en ser ejecutada en los Estados Unidos (n. 1929).

### Julio
- 10 de julio: Robert Abshagen, comunista alemán y luchador de la Resistencia alemana al nazismo (n. 1911).
- 20 de julio: Pedro Núñez Granés, ingeniero militar y urbanista español (n. 1859).
- 21 de julio: Claus von Stauffenberg, militar alemán (n. 1907).
- 26 de julio: Reza Pahlaví (n. 1877), sah de Irán, desterrado en Sudáfrica.
- 30 de julio: Nikolai Nikolaevich Polikarpov, ingeniero aeronáutico soviético (n. 1892).
- 31 de julio: Antoine de Saint-Exupéry, escritor y piloto francés (n. 1900).

### Agosto
- 7 de agosto: Nitsuga Mangoré (Agustín Pío Barrios), guitarrista clásico y compositor paraguayo de origen guaraní (n. 1885).
- 8 de agosto: Robert Bernardis, teniente coronel estadounidense arrestado por la Gestapo y ejecutado (n. 1908).
- 12 de agosto: Joseph P. Kennedy Jr., ciudadano estadounidense (n. 1915), hermano mayor del presidente John F. Kennedy.
- 26 de agosto: Adam von Trott zu Solz, político y diplomático alemán (n. 1909).

### Septiembre
- 7 de septiembre: Eduardo Sánchez de Fuentes, compositor y escritor cubano (n. 1874).
- 28 de septiembre: Petr Ginz, escritor judío alemán, asesinado por los nazis alemanes en la cámara de gas.

### Octubre
- 13 de octubre: Giovanni Fornasini, sacerdote italiano asesinado por los alemanes (n. 1915).
- 14 de octubre: Erwin Rommel, militar alemán (n. 1891).
- 23 de octubre: Charles Glover Barkla, físico británico, premio nobel de física en 1917 (n. 1877).
- 26 de octubre: Hiroyoshi Nishizawa, aviador japonés.[3]

### Noviembre
- 5 de noviembre: Alexis Carrel, biólogo, médico y escritor francés, premio nobel de medicina en 1912 (n. 1873).
- 7 de noviembre: Hannah Szenes, integrante de la resistencia judía contra el nazismo (n. 1921).
- 15 de noviembre: el Petiso Orejudo (Cayetano Santos Godino), niño argentino asesino en serie (n. 1896).
- 18 de noviembre: Enzo Sereni, escritor italiano judío y activista sionista-socialista asesinado por los nazis (n. 1905).

### Diciembre
- 12 de diciembre: Michel-Dimitri Calvocoressi, escritor y crítico musical francés (n. 1877).
- 13 de diciembre: Lupe Vélez, fue una actriz cinematográfica, bailarina y vedette mexicana (n. 1908).
- 13 de diciembre: Vasily Kandinsky, pintor ruso (n. 1866).
- 15 de diciembre: Glenn Miller, músico estadounidense (n. 1904).
- 30 de diciembre: Romain Rolland, escritor francés, premio nobel de literatura en 1915 (n. 1866).

### Fecha desconocida
- John Yu Shuinling, diplomático y fotógrafo chino (n. 1874).

## Arte y literatura
- 6 de enero: la escritora española Carmen Laforet (1921-2004) obtiene el premio Nadal por su novela Nada.
- Publicación de El filo de la navaja, del novelista británico William Somerset Maugham (1874-1965).
- El pintor Henri Matisse dibuja su obra Dibujo de mujer.
- Publicación del libro de poemas Hijos de la ira, del escritor español Dámaso Alonso (1898-1990).
- Saul Bellow: Dangling Man.
- jorg: Ficciones.
- Agatha Christie: La venganza de Nofret, Hacia cero; Lejos de ti esta primavera (bajo el pseudónimo Mary Westmacott).
- Pär Lagerkvist: El Enano.
- William Somerset Maugham: The Razor's Edge.
- Bertolt Brecht: El círculo de tiza caucasiano.
- Jean Anouilh: Antígona.
- Tennessee Williams: El zoo de cristal.
- Jean-Paul Sartre: A puerta cerrada.
- Theodor Adorno, Max Horkheimer: Dialéctica de la Ilustración.
- Isaac Asimov: Atrapa esa liebre.

## Ciencia y tecnología
- En los Países Bajos se crea el primer riñón artificial.
- En Londres (Reino Unido) cae el primer misil alemán V1, lanzado por los nazis desde Alemania.
- En Moscú se funda la Academia de Ciencias Médicas de la Unión Soviética.

## Cine

### Películas más relevantes producidas en 1944
- Arsénico por compasión, película estadounidense de Frank Capra.
- Double Indemnity, de Billy Wilder.
- El fantasma de Canterville (The Canterville Ghost), de Jules Dassin.
- El milagro de Morgan Creek, película estadounidense de Preston Sturges.
- El regreso del vampiro, de Lew Landers.
- El señor Skeffington, de Vincent Sherman.
- El sospechoso (The Suspect), película estadounidense de Robert Siodmak.
- Gaslight (Gaslight), película estadounidense de George Cukor, ganadora de 2 Óscar en la 17.ª edición de los Premios Óscar.
- Historia de un detective (Murder, My Sweet), de Edward Dmytryk.
- House of Frankenstein, de Erle C. Kenton.
- Iván el Terrible. Parte I, película soviética de Sergei M. Eisenstein.
- La dama desconocida (Phantom Lady), película estadounidense de Robert Siodmak.
- La más bella, de Akira Kurosawa.
- La mujer del cuadro, película estadounidense de Fritz Lang.
- La señora Parkington (Mrs. Parkington), de Tay Garnett.
- La séptima cruz (The Seventh Cross), película estadounidense de Fred Zinnemann.
- Las llaves del reino, película estadounidense de John M. Stahl.
- Las modelos (Cover girl), de Charles Vidor.
- La torre de los siete jorobados, película española de Edgar Neville.
- Laura (Laura), película estadounidense de Otto Preminger, ganadora de un Óscar en la 17.ª edición de los Premios Óscar.
- La vida manda (This Happy Breed), película británica de David Lean.
- Los tres caballeros, película estadounidense de animación de Norman Ferguson.
- María Candelaria, película mexicana de Emilio Fernández.
- Cita en San Luis, película estadounidense de Vincente Minnelli.
- Náufragos (Lifeboat), de Alfred Hitchcock.
- Perdición (Double Indemnity), película estadounidense de Billy Wilder.
- Siguiendo mi camino/El buen pastor (Going my way), película estadounidense de Leo McCarey, ganadora de 7 Óscars en la 17.ª edición de los Premios Óscar, entre ellos a la mejor película.
- Tener y no tener (To have and have not), película estadounidense de Howard Hawks.
- Un Cuento de Canterbury (A Canterbury Tale),película británica de Michael Powell y Emeric Pressburger.
- Wilson, película estadounidense de Henry King, ganadora de 5 Óscars en la 17.ª edición de los Premios Óscar.

### Premios y Festivales
- 16.ª edición de los Premios Óscar entregados el 2 de marzo de 1944.
  - Mejor Película: Casablanca.
  - Mejor dirección: Michael Curtiz por Casablanca.
  - Mejor actriz: Jennifer Jones por La canción de Bernadette.
  - Mejor actor: Paul Lukas por Alarma en el Rhin.

## Deporte

### Tenis
- Abierto de Estados Unidos:
  - Ganadora individual: Pauline Betz por Estados Unidos.
  - Ganador individual: Frank Parker por Estados Unidos.

## Música
- 13 de febrero: Stokowski dirige la orquesta en el estreno de la Sinfonía n.º 4 del compositor estadounidense George Antheil (1900-1959), lo cual rescata a este compositor del anonimato.

## Premios Nobel
- Física: Isidor Isaac Rabi.[4]
- Química: Otto Hahn.[4]
- Medicina: Joseph Erlanger y Herbert Spencer Gasser.[4]
- Literatura: Johannes Vilhelm Jensen.[4]
- Paz: Comité Internacional de la Cruz Roja.[4]